# Megachile felicis
Megachile felicis är en biart som beskrevs av Mitchell 1930. Megachile felicis ingår i släktet tapetserarbin, och familjen buksamlarbin. Inga underarter finns listade i Catalogue of Life.